# Тетрафенилпорфирин
Тетрафенилпорфирин – хетероциклично съединения, представляващо прах с пурпурен цвят, който не се разтваря във вода. Разтваря се в органични разтворители, например в хлороформ и бензол.
| наименование      | 5,10,15,20-Тетрафенилпорфирин |
| химическа формула | C44H30N4                      |
| моларна маса      | 614.74                        |
| CAS               | 917-23-7                      |

## Структура и синтез
Тетрафенилпорфирин е синтезиран за първи път през 1935 г. при поддържане на температура от 150° на смес на бензалдехил и пирол в продължение на 24 часа.
Методика, която позволява синтезирането на продукта с по-висок добив е предложена в публикуваната през 1967 г. статия от Адлер и Лонго.
```
8 C
4
H
4
NH + 8 C
6
H
5
CHO + 3 O
2
 → 2 (C
6
H
5
C)
4
(C
4
H
2
N)
2
(C
4
H
2
NH)
2
 + 14 H
2
O
```

Молекулата на тетрафенилпорина притежава група на симметрия C2h. Известни са много вещества производни на тетрафенилпорфирина, включтелно и такива, които имат заместители във фенилните групи. Комплекс тетранитротетрафенилпорфирин с железо е един от първите публикувани аналози на миоглобина.

## Оптически свойства
Спектърът на поглъщане има силен максимум при 419 nm (Soret band) и четири слаби максимума съответно при 515, 550, 593, 649 nm (Q-bands). Флуоресцира с червена светлина при 649 и 717 nm. Квантовият добив е 11% 

## Приложение
Тетрафенилпорфирин се използва като сенсибилизатор за получаване на кислород в синглетно състояние.